# Artigisa nigrosignata
Artigisa nigrosignata är en fjärilsart som beskrevs av Walker 1864. Artigisa nigrosignata ingår i släktet Artigisa och familjen nattflyn. Inga underarter finns listade i Catalogue of Life.